# Keshari Nath Tripathi

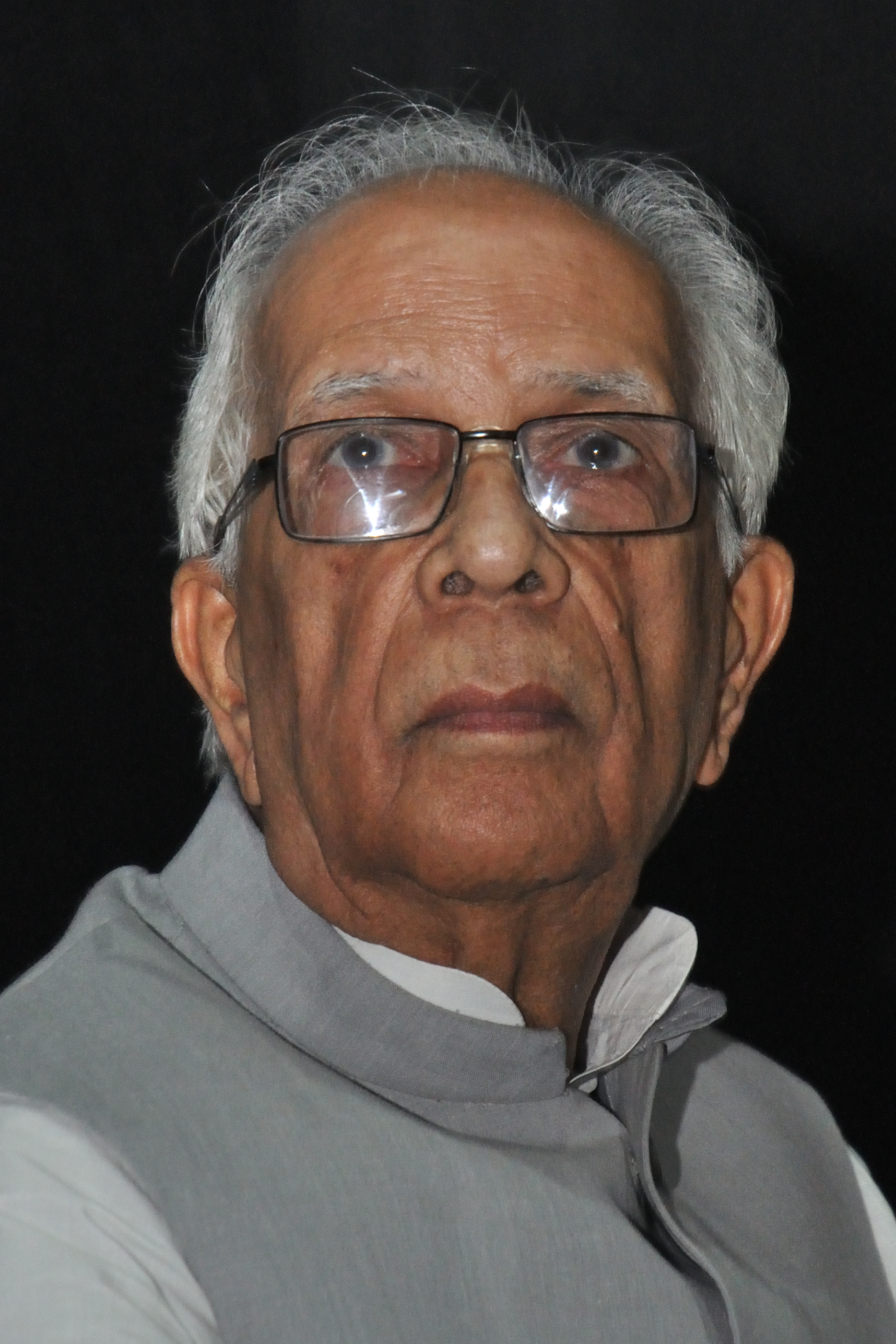
Keshari Nath Tripathi (2016)

Keshari Nath Tripathi (Bhojpuri: केशरीनाथ त्रिपाठी Keśarīnāth Tripāṭhī; Hindi केसरी नाथ त्रिपाठी Kesarī Nāth Tripāṭhī; * 10. November 1934 in Allahabad, Vereinigte Provinzen, Britisch-Indien; † 8. Januar 2023 in Prayagraj, Uttar Pradesh) war ein indischer Politiker der Bharatiya Janata Party (BJP), der unter anderem zwischen 2014 und 2019 Gouverneur von Westbengalen war. Während dieser Zeit fungierte er darüber hinaus 2014 bis 2015 als Gouverneur von Bihar, 2015 als Gouverneur von Meghalaya, 2015 als Gouverneur von Mizoram sowie 2017 erneut als Gouverneur von Bihar.

## Leben
Keshari Nath Tripathi absolvierte nach dem Schulbesuch ein grundständiges Studium an der University of Allahabad, das er mit einem Bachelor of Science (B.Sc.) beendete. Ein postgraduales Studium der Rechtswissenschaften an der University of Allahabad schloss er mit einem Bachelor of Laws (LL.B.) ab. Während des Studiums wurde er wegen seines Engagements im Kaschmir-Konflikt verhaftet. Danach war er als Rechtsanwalt tätig und hatte unter anderem eine Zulassung am Obergericht von Allahabad (Allahabad High Court). 1977 wurde er erstmals Mitglied der Legislativversammlung (Vidhan Sabha), des Unterhauses des Bundesstaates Uttar Pradesh, und gehörte dieser bis 1980 an. In der Regierung des Chief Minister von Uttar Pradesh Ram Naresh Yadav bekleidete er zwischen 1977 und 1979 das Amt als Finanzminister. Er war von 1987 bis 1989 Präsident der Allahabad High Court Bar Association, der beim Obergericht von Allahabad zugelassenen Rechtsanwälte.
Tripathi war zwischen 1989 und 2004 erneut Mitglied der Vidhan Sabha von Uttar Pradesh und von 1991 bis 1993 erstmals deren Sprecher. Zugleich fungierte er von 1991 bis 1993 als Präsident der Parlamentarischen Versammlung des Commonwealth of Nations in Uttar Pradesh. Er wurde 1997 erneut Sprecher der Legislativversammlung von Uttar Pradesh und bekleidete dieses Amt des Parlamentspräsidenten bis zum 19. März 2004. 1997 war er abermals Präsident der Parlamentarischen Versammlung des Commonwealth of Nations in Uttar Pradesh.
Am 24. Juli 2014 wurde Keshari Nath Tripathi Nachfolger von Dnyandeo Yashwantrao Patil als Gouverneur von Westbengalen. Er hatte dieses Amt fünf Jahre bis zum 29. Juli 2019 inne und wurde danach von Jagdeep Dhankar abgelöst. Während dieser Zeit fungierte er darüber hinaus als Nachfolger von Dnyandeo Yashwantrao Patil vom 27. November 2014 bis zu seiner Ablösung durch Ram Nath Kovind am 15. August 2015 auch zum ersten Mal als Gouverneur von Bihar. Als Nachfolger von Krishan Kant Paul war er vom 6. Januar bis zum 19. Mai 2015 auch Gouverneur von Meghalaya, woraufhin V. Shanmuganathan seine Nachfolge antrat. Er löste Aziz Qureshi am 4. April 2015 als Gouverneur von Mizoram ab und hatte diesen Posten bis zu seiner Ablösung durch Nirbhay Sharma am 25. Mai 2015 inne. Am 22. Juni 2017 übernahm er von Ram Nath Kovind zum zweiten Mal den Posten als Gouverneur von Bihar und hatte diesen bis zum 4. Oktober 2017 inne, woraufhin Satya Pal Malik ihn ablöste.